# Râul Punga
Râul Punga este un curs de apă, afluent al râului Șușița. 